# Championnat de Turquie de football Ligue U21
Le Championnat de Turquie de football Ligue A2 concerne les jeunes joueurs des équipes de Türkcell Süperlig (D1) et de Bank Asya 1. Lig (D2). Cette Ligue remplace le Championnat de Turquie de football PAF à partir de la saison 2009- 2010. 
L'objectif de ce championnat est de former de nouveaux footballeurs dits "d'élite" afin d'offrir un avenir prometteur au football turc.

## Organisation du championnat
Les joueurs des équipes de Türkcell Süperlig (D1) et de Bank Asya 1. Lig (D2) ayant moins de 20 ans (Under 20 - nés avant le 1er janvier 1990) participent à la ligue A2. Les clubs peuvent également utiliser des joueurs de moins de 23 ans (Under-23 – né avant le 1er janvier 1987), dans la limite de trois avec un gardien inclus. 
Les clubs ont le droit d’avoir dans leurs effectifs des joueurs étrangers habitant depuis au moins trois ans en Turquie et ayant l’âge minimum ou maximum autorisé.
La Ligue A2 est établie par la Direction des Organisations et des Planifications des Matchs Professionnels de la Fédération de Turquie de football. Les arbitres sont attribués par le Comité du Centre d'arbitrage et les éventuelles sanctions sont attribuées par la Commission Disciplinaire de Football Professionnel.
Ce championnat est constitué de neuf équipes de quatre groupes, soit un total de 36 équipes. Les quatre groupes sont les suivants : Groupe Égée, Groupe Nord, Groupe Sud, et Groupe Marmara. 
Les deux premiers des groupes disputent des play-offs encore sous forme d’une phase de groupe (deux groupes de quatre équipes). Les équipes terminant à la première place au sein de leur groupe de play-offs jouent la finale de la Ligue A2 de Turquie.
À noter que les frais de déplacement à l’extérieur des équipes de Bank Asya 1. Lig (D2) sont payés par la Fédération de Turquie de football,,.
La première édition de la ligue A2 commence le 25 août 2009 et se termine le 12 mai 2010.
Toutes les équipes professionnelles sont dans l’obligation d'avoir une équipe qui participe à ce championnat. Dans le cas contraire, pour chaque match manqué, le(s) équipe(s) sont dans l’obligation de payer une somme équivalente à 11 500 euros par match.

## Bilan du Championnat de Turquie de football PAF / Ligue A2
|           | Vainqueur      | Deuxième            |
| --------- | -------------- | ------------------- |
| 1996-1997 | Trabzonspor    | Galatasaray         |
| 1997-1998 | Fenerbahçe     | Beşiktaş            |
| 1998-1999 | Fenerbahçe     | Bursaspor           |
| 1999-2000 | Beşiktaş       | Gençlerbirliği      |
| 2000-2001 | Fenerbahçe     | Samsunspor          |
| 2001-2002 | Gençlerbirliği | Ankaragücü          |
| 2002-2003 | Beşiktaş       | Altay               |
| 2003-2004 | Trabzonspor    | Konyaspor           |
| 2004-2005 | Galatasaray    | Gaziantepspor       |
| 2005-2006 | Galatasaray    | Gaziantepspor       |
| 2006-2007 | Galatasaray    | Beşiktaş            |
| 2007-2008 | Sivasspor      | Galatasaray         |
| 2008-2009 | Antalyaspor    | Fenerbahçe          |
| 2009-2010 | Gençlerbirliği | Ankaraspor          |
| 2010-2011 | Galatasaray    | Kayseri Erciyesspor |
| 2011-2012 | Kartalspor     | Bucaspor            |
| 2012-2013 | Ankaraspor     | Gençlerbirliği      |
| 2013-2014 | Fenerbahçe     | Boluspor            |

| Club           | Titres | Années                 |
| -------------- | ------ | ---------------------- |
| Galatasaray    | 4      | 2005, 2006, 2007, 2011 |
| Fenerbahçe     | 4      | 1998, 1999, 2001, 2014 |
| Beşiktaş       | 2      | 2000, 2003             |
| Trabzonspor    | 2      | 1997, 2004             |
| Gençlerbirliği | 2      | 2002, 2010             |
| Sivasspor      | 1      | 2008                   |
| Antalyaspor    | 1      | 2009                   |
| Kartalspor     | 1      | 2012                   |
| Ankaraspor     | 1      | 2013                   |

NB : La Ligue A2 étant une simple prolongation de l'ancienne ligue PAF, les anciens champions de la Ligue PAF sont inscrits sur cette page.

## Sources
- (tr) Site officiel de la Fédération de football de Turquie